# Pentobesa indecoris
Pentobesa indecoris är en fjärilsart som beskrevs av William Schaus 1911. Pentobesa indecoris ingår i släktet Pentobesa och familjen tandspinnare. Inga underarter finns listade i Catalogue of Life.